# Mount Union (Iowa)
Pour les articles homonymes, voir Mount Union.
Mount Union est une ville du comté de Henry, en Iowa, aux États-Unis. Elle est incorporée le 20 août 1904.

## Source de la traduction
- (en) Cet article est partiellement ou en totalité issu de l’article de Wikipédia en anglais intitulé « Mount Union, Iowa » (voir la liste des auteurs).